# ハファエル・ドス・アンジョス
ハファエル・ドス・アンジョス（Rafael dos Anjos、1984年10月26日 - ）は、ブラジルの男性総合格闘家。リオデジャネイロ州ニテロイ出身。アメリカ合衆国カリフォルニア州在住。Evolve MMA/RDAアカデミー/ノヴァウニオン所属。元UFC世界ライト級王者。

## 来歴
幼少期はストリートファイトに明け暮れ、9歳からブラジリアン柔術を始めた。柔術では入賞してもメダルしか貰えなかったため、ファイトマネーが支払われる総合格闘技に転向した。
2008年7月12日、Fury FCライト級王座決定戦で大塚隆史と対戦し、2-1の判定勝ちを収め王座獲得に成功した。

### UFC
2008年11月15日、UFC初参戦となったUFC 91でジェレミー・スティーブンスと対戦し、3Rに右アッパーを被弾しパウンドでKO負け。
2009年4月1日、UFC Fight Night: Condit vs. Kampmannでタイソン・グリフィンと対戦し、0-3の判定負け。敗れはしたものの、ファイト・オブ・ザ・ナイトを受賞した。同年9月19日、UFC 103でロバート・エマーソンに3-0の判定勝ちを収め、UFC初勝利を飾った。
2010年4月10日、UFC 112でテリー・エティムに腕ひしぎ十字固めで2R一本勝ち。サブミッション・オブ・ザ・ナイトを受賞し、3連勝となった。
2010年8月7日、UFC 117でクレイ・グイダと対戦し、3Rに自身の顎を負傷しギブアップ負けを喫した。
2013年8月28日、UFC Fight Night: Condit vs. Kampmann 2でライト級ランキング6位のドナルド・セラーニと対戦。ストライカーのセラーニを相手にパンチでダウンを奪うなど優勢に立って、3-0の判定勝ち。5連勝となった。
2014年4月19日、UFC on FOX 11でライト級ランキング7位のハビブ・ヌルマゴメドフと対戦し、0-3の判定負け。
2014年8月23日、UFC Fight Night: Henderson vs. dos Anjosでライト級ランキング1位の元UFC世界ライト級王者ベン・ヘンダーソンと対戦。飛び膝蹴りをヒットさせ、直後に左フックで1RKO勝ち。パフォーマンス・オブ・ザ・ナイトを受賞した。
2014年12月13日、UFC on FOX 13でライト級ランキング14位のネイト・ディアスと対戦し、3-0の判定勝ち。この試合はディアスの体重超過により72.8kg契約で行われた。

#### UFC世界王座獲得
2015年3月14日、UFC 185のUFC世界ライト級タイトルマッチで王者アンソニー・ペティスに挑戦。スタンドでプレッシャーを掛け続け、何度もテイクダウンを奪うなど全局面でペティスの持ち味を潰して、ジャッジ3者ともに50-45を付ける圧勝で3-0の5R判定勝ち。UFC参戦6年5か月目にして王座獲得に成功し、パフォーマンス・オブ・ザ・ナイトを受賞した。
2015年12月19日、UFC on FOX 17のUFC世界ライト級タイトルマッチでライト級ランキング2位の挑戦者ドナルド・セラーニと再戦。試合開始早々に左ミドルキックからのパンチラッシュでセラーニをぐらつかせ、セラーニの苦し紛れのタックルを切りそのままパウンドで1RTKO勝ち。王座の初防衛に成功し、パフォーマンス・オブ・ザ・ナイトを受賞した。
2016年3月6日、UFC 196でフェザー級王者コナー・マクレガーとのライト級タイトルマッチが決定するものの、試合3週間前に自身の足の骨折により欠場した（代役でネイト・ディアスがウェルター級契約でマクレガーと対戦することが後に決定）。

#### 世界王座陥落
2016年7月7日、UFC Fight Night: dos Anjos vs. AlvarezのUFC世界ライト級タイトルマッチでライト級ランキング2位の挑戦者エディ・アルバレスと対戦し、1R中盤に右フックでぐらつき、追い討ちのスタンドパンチ連打でTKO負け。2度目の王座防衛に失敗し、王座から陥落した。
2016年11月5日、UFC Fight Night: dos Anjos vs. Fergusonでライト級ランキング3位のトニー・ファーガソンと対戦し、0-3の5R判定負け。敗れはしたものの、ファイト・オブ・ザ・ナイトを受賞した。
2017年6月17日、ウェルター級転向初戦となったUFC Fight Night: Holm vs. Correiaでウェルター級ランキング11位のタレック・サフィジーヌと対戦し、3ｰ0の判定勝ち。
2017年9月9日、UFC 215でウェルター級ランキング6位のニール・マグニーと対戦。1R早々に右ローキックでスリップダウンを奪い、肩固めで一本勝ち。パフォーマンス・オブ・ザ・ナイトを受賞した。
2017年12月16日、UFC on FOX 26でウェルター級ランキング2位の元UFC世界ウェルター級王者ロビー・ローラーと対戦し、3-0の5R判定勝ち。
2018年6月9日、UFC 225のUFC世界ウェルター級暫定王座決定戦でウェルター級ランキング4位のコルビー・コヴィントンと対戦し、0-3の5R判定負け。王座獲得に失敗した。
2018年11月30日、The Ultimate Fighter: Heavy Hitters Finaleでウェルター級ランキング5位のカマル・ウスマンと対戦し、0-3の5R判定負け。
2019年7月20日、UFC on ESPN: dos Anjos vs. Edwardsでウェルター級ランキング12位のレオン・エドワーズと対戦し、0-3の5R判定負け。
2020年1月25日、UFC Fight Night: Blaydes vs. dos Santosでマイケル・キエーザと対戦し、0-3の判定負け。
2020年11月14日、4年ぶりのライト級復帰戦となったUFC Fight Night: Felder vs. dos Anjosでライト級ランキング7位のポール・フェルダーと対戦し、2-1の5R判定勝ち。ファイト・オブ・ザ・ナイトを受賞した。当初は同大会でライト級ランキング12位のイスラム・マカチェフと対戦予定であったが、マカチェフがブドウ球菌感染症で試合を欠場したため、最終的に大会5日前の代役オファーを受けたフェルダーと対戦した。
2022年3月5日、UFC 272でヘナート・モイカノと対戦し、3-0の5R判定勝ち。当初は同大会でライト級ランキング11位のラファエル・フィジエフと対戦予定であったが、フィジエフが新型コロナウイルスに感染し試合を欠場したため大会4日前にモイカノとの対戦に変更された。
2022年7月9日、UFC on ESPN: dos Anjos vs. Fizievでライト級ランキング10位のラファエル・フィジエフと対戦し、左フックでダウンを奪われパウンドで5RKO負け。
2023年8月12日、UFC on ESPN: Luque vs. dos Anjosでウェルター級ランキング10位のビセンテ・ルケと対戦し、0-3の5R判定負け。
2024年3月9日、UFC 299でライト級ランキング6位のマテウス・ガムロットと対戦し、0-3の判定負け。

## 人物・エピソード
- 既婚者であり、妻との間に3人の子供がいる。
- 2019年12月にアメリカ合衆国の市民権を取得している。

## 戦績
| 総合格闘技 戦績 | 総合格闘技 戦績 | 総合格闘技 戦績 | 総合格闘技 戦績 | 総合格闘技 戦績 | 総合格闘技 戦績 | 総合格闘技 戦績 |
| --------------- | --------------- | --------------- | --------------- | --------------- | --------------- | --------------- |
| 49 試合         | (T)KO           | 一本            | 判定            | その他          | 引き分け        | 無効試合        |
| 32 勝           | 5               | 11              | 16              | 0               | 0               | 0               |
| 17 敗           | 5               | 0               | 12              | 0               | 0               | 0               |

| 勝敗 | 対戦相手                   | 試合結果                             | 大会名                                                                   | 開催年月日     |
| ×    | ジェフ・ニール             | 1R 1:30 TKO（左膝の負傷）            | UFC 308: Topuria vs. Holloway                                            | 2024年10月26日 |
| ×    | マテウス・ガムロット       | 5分3R終了 判定0-3                    | UFC 299: O'Malley vs. Vera 2                                             | 2024年3月9日   |
| ×    | ビセンテ・ルケ             | 5分5R終了 判定0-3                    | UFC on ESPN 51: Luque vs. dos Anjos                                      | 2023年8月12日  |
| ○    | ブライアン・バーバリーナ   | 2R 3:20 ネッククランク               | UFC on ESPN 42: Thompson vs. Holland                                     | 2022年12月3日  |
| ×    | ラファエル・フィジエフ     | 5R 0:18 KO（左フック→パウンド）      | UFC on ESPN 39: dos Anjos vs. Fiziev                                     | 2022年7月9日   |
| ○    | ヘナート・モイカノ         | 5分5R終了 判定3-0                    | UFC 272: Covington vs. Masvidal                                          | 2022年3月5日   |
| ○    | ポール・フェルダー         | 5分5R終了 判定2-1                    | UFC Fight Night: Felder vs. dos Anjos                                    | 2020年11月14日 |
| ×    | マイケル・キエーザ         | 5分3R終了 判定0-3                    | UFC Fight Night: Blaydes vs. dos Santos                                  | 2020年1月25日  |
| ×    | レオン・エドワーズ         | 5分5R終了 判定0-3                    | UFC on ESPN 4: dos Anjos vs. Edwards                                     | 2019年7月20日  |
| ○    | ケビン・リー               | 4R 3:47 肩固め                       | UFC Fight Night: dos Anjos vs. Lee                                       | 2019年5月18日  |
| ×    | カマル・ウスマン           | 5分5R終了 判定0-3                    | The Ultimate Fighter: Heavy Hitters Finale                               | 2018年11月30日 |
| ×    | コルビー・コヴィントン     | 5分5R終了 判定0-3                    | UFC 225: Whittaker vs. Romero 2 【UFC世界ウェルター級暫定王座決定戦】    | 2018年6月9日   |
| ○    | ロビー・ローラー           | 5分5R終了 判定3-0                    | UFC on FOX 26: Lawler vs. dos Anjos                                      | 2017年12月16日 |
| ○    | ニール・マグニー           | 1R 3:43 肩固め                       | UFC 215: Nunes vs. Shevchenko 2                                          | 2017年9月9日   |
| ○    | タレック・サフィジーヌ     | 5分3R終了 判定3-0                    | UFC Fight Night: Holm vs. Correia                                        | 2017年6月17日  |
| ×    | トニー・ファーガソン       | 5分5R終了 判定0-3                    | UFC Fight Night: dos Anjos vs. Ferguson                                  | 2016年11月5日  |
| ×    | エディ・アルバレス         | 1R 3:49 TKO（スタンドパンチ連打）    | UFC Fight Night: dos Anjos vs. Alvarez 【UFC世界ライト級タイトルマッチ】 | 2016年7月7日   |
| ○    | ドナルド・セラーニ         | 1R 1:06 TKO（パウンド）              | UFC on FOX 17: dos Anjos vs. Cowboy 2 【UFC世界ライト級タイトルマッチ】  | 2015年12月19日 |
| ○    | アンソニー・ペティス       | 5分5R終了 判定3-0                    | UFC 185: Pettis vs. dos Anjos 【UFC世界ライト級タイトルマッチ】          | 2015年3月14日  |
| ○    | ネイト・ディアス           | 5分3R終了 判定3-0                    | UFC on FOX 13: dos Santos vs. Miocic                                     | 2014年12月13日 |
| ○    | ベン・ヘンダーソン         | 1R 2:31 KO（左フック）               | UFC Fight Night: Henderson vs. dos Anjos                                 | 2014年8月23日  |
| ○    | ジェイソン・ハイ           | 2R 3:36 TKO（左ストレート→パウンド） | UFC Fight Night: Henderson vs. Khabilov                                  | 2014年6月7日   |
| ×    | ハビブ・ヌルマゴメドフ     | 5分3R終了 判定0-3                    | UFC on FOX 11: Werdum vs. Browne                                         | 2014年4月19日  |
| ○    | ドナルド・セラーニ         | 5分3R終了 判定3-0                    | UFC Fight Night: Condit vs. Kampmann 2                                   | 2013年8月28日  |
| ○    | エヴァン・ダナム           | 5分3R終了 判定3-0                    | UFC on FX 8: Belfort vs. Rockhold                                        | 2013年5月18日  |
| ○    | マーク・ボーチェック       | 5分3R終了 判定3-0                    | UFC 154: St-Pierre vs. Condit                                            | 2012年11月17日 |
| ○    | アンソニー・ヌジョクアニ   | 5分3R終了 判定3-0                    | UFC on Fuel TV 4: Munoz vs. Weidman                                      | 2012年7月11日  |
| ○    | カマル・シャロルス         | 1R 1:40 チョークスリーパー           | UFC on Fuel TV 3: Korean Zombie vs. Poirier                              | 2012年5月15日  |
| ×    | グレイゾン・チバウ         | 5分3R終了 判定1-2                    | UFC 139: Shogun vs. Henderson                                            | 2011年11月19日 |
| ○    | ジョージ・ソテロポロス     | 1R 0:59 KO（右フック）               | UFC 132: Cruz vs. Faber                                                  | 2011年7月2日   |
| ×    | クレイ・グイダ             | 3R 1:51 ギブアップ（顎の負傷）       | UFC 117: Silva vs. Sonnen                                                | 2010年8月7日   |
| ○    | テリー・エティム           | 2R 4:30 腕ひしぎ十字固め             | UFC 112: Invincible                                                      | 2010年4月10日  |
| ○    | カイル・ブラッドリー       | 5分3R終了 判定3-0                    | UFC Fight Night: Maynard vs. Diaz                                        | 2010年1月11日  |
| ○    | ロバート・エマーソン       | 5分3R終了 判定3-0                    | UFC 103: Franklin vs. Belfort                                            | 2009年9月19日  |
| ×    | タイソン・グリフィン       | 5分3R終了 判定0-3                    | UFC Fight Night: Condit vs. Kampmann                                     | 2009年4月1日   |
| ×    | ジェレミー・スティーブンス | 3R 0:39 KO（右アッパー）             | UFC 91: Couture vs. Lesnar                                               | 2008年11月15日 |
| ○    | 大塚隆史                   | 5分3R終了 判定2-1                    | Fury FC 6: High Voltage 【Fury FCライト級王座決定戦】                    | 2008年9月6日   |
| ○    | 平山貴一                   | 1R 1:25 腕ひしぎ十字固め             | PANCRASE 2008 SHINING TOUR                                               | 2008年6月1日   |
| ○    | ガブリエウ・ヴェイガ       | 5分3R終了 判定3-0                    | Fury FC 5: Final Conflict                                                | 2007年12月6日  |
| ○    | ダニーロ・シェルマン       | 2R 3:38 キムラロック                 | Fury FC 4: High Voltage                                                  | 2007年8月4日   |
| ○    | マウリシオ・ヘイス         | 1R 6:24 チョークスリーパー           | XFC: Brazil 【ライト級トーナメント 決勝】                                | 2007年4月29日  |
| ○    | チアゴ・メレル             | 1R 7:28 チョークスリーパー           | XFC: Brazil 【ライト級トーナメント 1回戦】                               | 2007年4月29日  |
| ○    | ジョイユ・デ・オリベイラ   | 1R 2:50 チョークスリーパー           | Juiz de Fora: Fight 4                                                    | 2007年4月14日  |
| ○    | マテウス・トリンダージ     | 5分3R終了 判定3-0                    | Shooto Brazil 2                                                          | 2007年3月24日  |
| ○    | ジオゴ・オリベイラ         | 2R 腕ひしぎ十字固め                  | Top Fighter MMA 2                                                        | 2006年10月25日 |
| ×    | ジョルジ・ブリット         | 5分3R終了 判定1-2                    | Arena Belo Horizonte Combat                                              | 2005年6月4日   |
| ○    | フェリペ・アリネリ         | 2R TKO（カット）                     | Juiz de Fora: Fight 2                                                    | 2005年4月16日  |
| ○    | ジョアン・パウロ           | 5分3R終了 判定                       | Arena Belo Horizonte                                                     | 2004年10月9日  |
| ×    | アドリアーノ・アブ         | 5分3R終了 判定1-2                    | Juiz de Fora: Fight 1                                                    | 2004年9月25日  |

## 獲得タイトル
- XFCライト級トーナメント 優勝（2007年）
- 初代Fury FCライト級王座（2008年）
- 第7代UFC世界ライト級王座（2015年）

## 表彰
- ブラジリアン柔術 黒帯三段
- ムエタイ 黒帯三段
- UFC ファイト・オブ・ザ・ナイト（2回）
- UFC サブミッション・オブ・ザ・ナイト（1回）
- UFC パフォーマンス・オブ・ザ・ナイト（4回）